# それから (2017年の映画)
『それから』（그 후）は、ホン・サンス監督・脚本による2017年の韓国のドラマ映画である。第70回カンヌ国際映画祭のコンペティション部門で上映され、パルム・ドールを争った。

## キャスト
- クォン・ヘヒョ（英語版）
- キム・ミニ
- キム・セビョク（英語版）
- チョ・ユニ

## 評価
レビュー集積サイトのRotten Tomatoesでは32件のレビューで支持率は78%、平均点は7.1/10となった。Metacriticでは14件のレビューに基づいて加重平均値は72/100となった。

### 受賞とノミネート
| 映画祭・賞                 | 部門           | 候補         | 結果       | 参照  |
| -------------------------- | -------------- | ------------ | ---------- | ----- |
| カンヌ国際映画祭           | パルム・ドール | ホン・サンス | ノミネート |       |
| アジア・フィルム・アワード | 作品賞         | 『それから』 | ノミネート | [ 6 ] |
| アジア・フィルム・アワード | 監督賞         | ホン・サンス | ノミネート | [ 6 ] |
| アジア・フィルム・アワード | 主演女優賞     | キム・ミニ   | ノミネート | [ 6 ] |
| 春史大賞映画祭             | 監督賞         | ホン・サンス | ノミネート | [ 7 ] |